# Balaio de Amor
Balaio de Amor, lançado em 2009, é o vigésimo quinto álbum da carreira da cantora, compositora brasileira Elba Ramalho.
O álbum foi ganhador da 10° Edição do Grammy Latino, indicado na categoria "Melhor Álbum Tropical Brasileiro".

## Faixas
| N.º            | Título                     | Compositor(es)                        | Duração |  |
| 1.             | "Fuxico"                   | Flávio Leandro                        | 4:11    |  |
| 2.             | "Um Baião Chamado Saudade" | Petrúcio Amorim e Rogério Rangel      | 3:37    |  |
| 3.             | "Riso Cristalino"          | Dominguinhos e Climério Oliveira      | 3:42    |  |
| 4.             | "Não Lhe Solto Mais"       | Antonio Barros e Ceceu                | 3:42    |  |
| 5.             | "Me Dá Meu Coração"        | Accioly Neto                          | 3:51    |  |
| 6.             | "Oferendar"                | Xico Bezerra e Flávio Leandro         | 4:07    |  |
| 7.             | "É Só Você Querer"         | Nando Cordel                          | 3:40    |  |
| 8.             | "Recado"                   | Cezinha e Fábio Simões                | 3:34    |  |
| 9.             | "D'Estar"                  | Eliezer Setton                        | 3:58    |  |
| 10.            | "Ilusão Nada Mais"         | Dominguinhos e Fausto Nilo            | 3:58    |  |
| 11.            | "Se Tu Quiser"             | Xico Bezerra                          | 3:47    |  |
| 12.            | "Seu Aconchego"            | Terezinha do Acordeon e Júnior Vieira | 3:57    |  |
| 13.            | "Bebedouro"                | Maciel Melo e Anchieta Dali           | 3:37    |  |
| 14.            | "Quem É Você"              | Jorge de Altinho                      | 3:30    |  |
| Duração total: | Duração total:             | Duração total:                        | 53:09   |  |